# Dolicharthria aquirrealis
Dolicharthria aquirrealis is een vlinder uit de familie van de grasmotten (Crambidae), uit de onderfamilie van de Spilomelinae. De wetenschappelijke naam van deze soort is voor het eerst voorgesteld als Stenia aquirrealis door William Schaus in een publicatie uit 1940.
De soort komt voor in Puerto Rico.